# Eilicrinia animaria
Eilicrinia animaria là một loài bướm đêm trong họ Geometridae.